# Go! My Heaven
«Go! MY HEAVEN» es el décimo sencillo lanzado por la cantante japonesa Hayami Kishimoto en octubre del año 2006.

## Canciones
1. «Go! MY HEAVEN»
2. «FAKE happy end»
3. «Shadow or Light?»
4. «Go! MY HEAVEN» (Instrumental)